# Хентшель, Йоханнес
Йоханнес Хентшель (нем. Johannes Hentschel; 10 мая 1908, Берлин — 27 апреля 1982, Ахерн, Баден-Вюртемберг) — немецкий электромеханик. Последний человек, покинувший Фюрербункер Адольфа Гитлера и вскоре сдавшийся в плен Красной армии 2 мая 1945 года.

## Биография
Родился 10 мая 1908 года в Берлине.
Хентшель был нанят электромонтажником в берлинскую рейхсканцелярию 4 июля 1934 года. С середины апреля 1945 года работал в Фюрербункере, обеспечивая работу машинного отделения бункера и здания рейхсканцелярии.
Механик Йоханнес Хентшель и телефонист Рохус Миш были последними обитателями Фюрербункера на момент ухода большинства людей из него, в то время как остальные его обитатели совершили самоубийство. Так, вечером 1 мая супруги Йозеф и Магда Геббельс отравили своих детей цианидом и позже также покончили с собой. Примерно в это же время, около 21:30 в коридоре общей столовой совершили самоубийство генералы Кребс и Бургдорф. В последние часы пребывания в бункере Хентшель и Миш обменялись письмами со своими жёнами на случай, если кто-либо из них не доживёт до окончания войны. Ближе к утру 2 мая Миш покинул бункер, попытавшись прорваться через кольцо окружения Красной армии в центральной части Берлина, но вскоре был пленён. Своё нахождение в бункере Хентшель объяснил необходимостью поддержания бесперебойного снабжения водой и электричеством покинутый Фюрербункер и полевой госпиталь в рейхсканцелярии, в котором находились раненые солдаты и гражданские лица, искавшие защиту от налётов. Таким образом, после ухода Миша, Хентшель был единственным обитателем Фюрербункера и 2 мая 1945 года сдался в плен после занятия рейхсканцелярии солдатами Красной армии. Освобождён 4 апреля 1949 года.
Скончался на 74-м году жизни 27 апреля 1982 года в Ахерне.

## Образ в кино
- «Бункер» (США, 1981), режиссёр Джордж Шефер, в роли Хентшеля Мартин Джарвис
- «Бункер» (Германия, 2004), режиссёр Оливер Хиршбигель, в роли Хентшеля Оливер Штрицель